# Inferentielle Semantik
Inferentielle Semantik bezeichnet eine jüngere Familie von Bedeutungstheorien, die u. a. in der analytischen Sprachphilosophie, Semantik, Philosophie des Geistes, Neurophilosophie und anwendenden Disziplinen diskutiert werden.

## Entwicklung
Ursprung des Konzepts einer inferentiellen Semantik ist die Wittgenstein’sche Auffassung, die Bedeutung eines Ausdrucks sei auf dessen Gebrauch zurückzuführen. Dem war u. a. Wilfrid Sellars gefolgt. Wichtige zeitgenössische Vertreter sind etwa Ned Block und Robert Brandom. Als Vertreter der inferentiellen Semantik grenzt Brandom sich von repräsentationalistischen Positionen ab, die er bei Descartes sowie – in der analytischen Philosophie – bei Carnap und Russell verwirklicht sieht, und interpretiert bestimmte Positionen in der neuzeitlichen Philosophie, etwa Spinoza und Hegel, als Vorläufer des Inferentialismus.
Von einigen Philosophen wird die These vertreten, dass eine wahrheitskonditionale Semantik, wie sie von Davidson vorgeschlagen wird, zur inferentiellen Semantik in Gegensatz steht. Jerry Fodor prägte den Ausdruck inferential role semantics als Kampfbegriff, um eine für ihn verfehlte, da nicht-kompositionale Bedeutungstheorie anzugreifen. Jerry Fodor und Ernest Lepore sprechen auch schelmisch von "New Testament Semantics". Sie haben zu zeigen versucht, dass jede inferentielle Semantik auf einen semantischen Holismus verpflichtet. Inferentielle und beweistheoretische Semantiken weisen Berührungspunkte auf.

## Brandoms normative Pragmatik
Für Brandom ergibt sich die Bedeutung einer Aussage aus den impliziten Schlussfolgerungen und Prämissen, zu denen sie einen kompetenten Sprecher berechtigt oder verpflichtet. So repräsentiert die Aussage 'Heute ist Mittwoch' nicht einen bestimmten objektiv gegebenen Sachverhalt. Vielmehr ist sie nur verständlich im Rahmen bestimmter sozial geprägter Sprachregeln, nach denen sich beispielsweise als Schlussfolgerung die Aussage 'Morgen ist Donnerstag' ableitet. Mit dem Verweis auf die Regeln des Sprachgebrauchs versucht Brandom daher, die inferentielle Semantik auf einer normativen Sprachpragmatik zu begründen.

## Semantik begrifflicher Rollen
Abweichend von Wittgenstein ist in der Semantik begrifflicher Rollen (conceptual role semantics, nachfolgend CRS; auch inferential oder functional role semantics: Semantik inferentieller oder funktionaler Rollen) nicht der Sprachgebrauch der Bezugspunkt, sondern die Funktion und Struktur von Begriffen im Funktionszusammenhang menschlichen Bewusstseins, sofern dieser Zusammenhang formallogisch repräsentierbar ist. Diese Theorie hat ihren Ursprung in Ideen von Gilbert Harman und Hartry Field. Weitere Vertreter sind Ned Block, Paul Horwich, Brian Loar, Colin McGinn, Christopher Peacocke, William Woods, Philip Johnson-Laird. Die CRS behauptet: Die Bedeutung einer Repräsentation (vorliegend z. B. im Vehikel eines sprachlichen Ausdrucks oder eines mentalen Zustands) ist identifizierbar mit der Rolle, welche diese Repräsentation im bewussten Leben (u. a. in Wahrnehmen, Denken und Entscheiden) eines Akteurs spielt oder kontrafaktisch spielen würde.
Die Orientierung an funktionalen Rollen impliziert, dass ein Ausdruck seine Bedeutung erst im Zusammenhang eines mentalen Beziehungsgefüges besitzt. Dieses kann, wie die Rede von "Inferenzen" (logischen Folgerungen) akzentuiert, insbesondere an begrifflichen Relationen und logischen Implikationen abgelesen werden.

## Beweistheoretische Semantik
Inferentialistische Ansätze in der Logik werden meist unter dem Schlagwort „beweistheoretische Semantik“ verhandelt. In dieser mit Gerhard Gentzens Untersuchungen über das logische Schließen einsetzenden Tradition betrachtet man die Bedeutung der logischen Operatoren als durch zwei Schlussregeln pro Operator definiert: Die Einführungsregel gibt an, unter welchen Bedingungen eine Aussage gefolgert werden darf, die den betreffenden Operator als Hauptoperator enthält; die Beseitigungsregel gibt an, was aus einer solchen Aussage gefolgert werden darf. Beispielsweise sehen die Regeln für die Konjunktion in einem Kalkül des natürlichen Schließens folgendermaßen aus:
{\displaystyle \wedge E:\ {\frac {A\quad B}{A\wedge B}}\qquad {\frac {A\quad B}{B\wedge A}}}
Aus zwei Aussagen A und B kann die Konjunktion „A und B“ geschlossen werden (Regel der Konjunktionseinführung).
Beispiel: Aus den Aussagen „Skolem war Norweger“ (A) und „Skolem war Logiker“ (B) kann geschlossen werden: „Skolem war Norweger und Logiker“ (A ∧ B).
{\displaystyle \wedge B:\ {\frac {A\wedge B}{A}}\qquad {\frac {A\wedge B}{B}}}
Aus einer Konjunktion „A und B“ kann jedes einzelne Konjunkt, also sowohl A als auch B erschlossen werden (Regel der Konjunktionsbeseitigung).
Beispiel: Aus „Skolem war Norweger und Logiker“ (A ∧ B) kann geschlossen werden: „Skolem war Norweger“ (A) – und auch „Skolem war Logiker“ (B).
Aus Sicht der beweistheoretischen Semantik sind derartige Regeln nicht etwas Sekundäres, was durch eine vorgängige Festlegung der Bedeutung der Operatoren (z. B. durch Wahrheitstafeln) gerechtfertigt werden müsste, sondern sie bestimmen den Gebrauch der logischen Symbole und damit (gemäß der wittgensteinschen Idee, dass Bedeutung gleich Gebrauch ist) ihre Bedeutung.
Programmatisch formulierte Gentzen:
Die Einführungen stellen sozusagen die „Definitionen“ der betreffenden Zeichen dar, und die Beseitigungen sind letzten Endes nur Konsequenzen hiervon, was sich etwa so ausdrücken läßt: Bei der Beseitigung eines Zeichens darf die betreffende Formel, um deren äußerstes Zeichen es sich hier handelt, nur „als das benutzt werden, was sie aufgrund der Einführung dieses Zeichens bedeutet“. […] Durch Präzisierung dieser Gedanken dürfte es möglich sein, die B[eseitigungs]-Schlüsse auf Grund gewisser Anforderungen als eindeutige Funktionen der zugehörigen E[inführungs]-Schlüsse nachzuweisen.
Das heißt, dass die Beseitigungsregeln auf der Basis der Einführungsregeln gerechtfertigt werden müssen. Aus dieser programmatischen Bemerkung Gentzens hat Dag Prawitz als der zentrale Theoretiker der beweistheoretischen Semantik zusammen mit Michael Dummett ein ganzes bedeutungstheoretisches Programm gemacht. Prawitz formulierte eine Semantik von Beweisen, die auf der Vorstellung der semantischen Priorität von Einführungsregeln basiert. Diese Idee wurde von Michael Dummett ungefähr gleichzeitig zur philosophischen Konzeption einer verifikationistischen Bedeutungstheorie ausgearbeitet, die von Behauptbarkeitsbedingungen als der zentralen semantischen Festlegung ausging.